# Трюм Торсон
Трюм Торсон (норв. Trym Torson) (настоящее имя — Кай Джонни Мосакер, Kai Johnny Mosaker) (иногда просто упоминается как «Трюм») — норвежский барабанщик, ранее игравший в группе Zyklon. Торсон начал свою карьеру в викинг-метал-группе Enslaved. Позднее был приглашён в блэк-метал-группу Emperor.
Вместе с Самотом (одним из участников Emperor) в 2000 году основал группу Zyklon, в которой выступал до её распада в 2010 году и записал четыре альбома. Отыграл большую часть партий ударных на альбоме In the Shadow of a Thousand Suns американской группы Abigail Williams.
На стиль игры музыканта сильно повлиял джаз. Трюм известен своей быстрой игрой, часто состоящей из бласт-битов и использования двойных больших барабанов.
В свободное время Трюм любит проявить себя как татуировщик. В 2007 году принял участие в озвучивании серии «Дэтмода» (Dethfashion) мультсериала Металлопокалипсис канала Adult Swim. Участвовал в проекте «Faceless» египетского художника Надера Садека, сыграв на барабанах в одноимённой песне, написанной Стивом Такером.

## Группы
Бывшие и нынешние группы
- Emperor
- Tartaros
- Enslaved
- Imperium
- Satyricon — концерты (2004)
- Shadow Season
- Paganize
- Ceremony
- Zyklon
- Abigail Williams